# 西郊街道 (平凉市)
西郊街道，是中华人民共和国甘肃省平凉市崆峒区下辖的一个乡镇级行政单位。

## 行政区划
西郊街道下辖以下地区：
广场社区、西门口社区、二天门社区和三天门社区。